# اچ‌ام‌اس وودکاک (۱۸۰۶)
اچ‌ام‌اس وودکاک (۱۸۰۶) (به انگلیسی: HMS Woodcock (1806)) یک کشتی بود که طول آن ۵۶ فوت ۲ اینچ (۱۷٫۱ متر) بود. این کشتی در سال ۱۸۰۶ ساخته شد.